# Juanicó
Juanicó es una localidad uruguaya del departamento de Canelones. Es la sede además del municipio del mismo nombre. El 19 de noviembre de 2002 fue declarado dicho centro poblado en la categoría de "Villa" por ley Nro. 17.587.

## Geografía
La localidad se ubica en la zona centro-oeste del departamento de Canelones, sobre el ramal de la vía férrea Montevideo-25 de Agosto, en su km 35 y al este de la ruta 5 en su km 38 aproximadamente. Se encuentra además 8 km al sur de la capital departamental Canelones.

## Características
Recibió el nombre en honor a Cándido Juanicó, hijo de Francisco Juanicó quien en 1830 adquirió en sociedad con Andrés Cavaillón una suerte de Estancia al sur del Arroyo Canelón Chico, campos de una extensión equivalente a las 6.000 hás. Francisco y después uno de sus hijos, Cándido (a partir de 1845), fueron productores ovinos -en plena explosión de la actividad lanera, a mediados del siglo XIX y fundamentalmente, a la salida de la Guerra Grande. 
Será con Luis Lerena Lenguas que el "Cortijo Juanicó" desarrollará la actividad lechera y vitivínicola a partir de finales del siglo XIX.   
Actualmente forma parte del Área Metropolitana de Montevideo como una ciudad dormitorio.  
Su principal vía de comunicación es la ruta 5 con destino a Rivera. Su actividad comercial ha propiciado un crecimiento favorable en las últimas décadas, destacándose su vitivinicultura, la producción agrícolo-ganadera y el sector de lácteos. Es característica la elaboración del Coñac Juanicó.
En 1889, el productor local (yerno de Cándido Juanicó), el Dr. Luis Lerena Lenguas (Presidente de la Asociación Rural del Uruguay), introdujo el ganado holando al Uruguay, quien dirigió a la muerte de su suegro ocurrida en noviembre de 1884 el llamado Cortijo Juanicó. 
La región cuenta con una rica historia de producción, siendo vanguardista en el campo lechero junto a productores como el propio Juanicó, posteriormente Lerena Lenguas (como ya se dijo), años más tarde Manuel Vaeza Ocampo quien adquirió tierras en la zona y supo ser, uno de los primeros productores en practicar el ordeñe mecánico en el Uruguay (primera década del 1900), además en 1917 introduce al país el ganado normando dándole crianza y desarrollo en su Cabaña "Los Normandos" en la actual zona de Juanicó (Ruta 5 km. 41,500). 
En Juanicó, el 11 de febrero de 1887, nació el actor y director de teatro Carlos Brussa (1887-1952)

## Población
Según el censo del año 2023 la localidad cuenta con una población de 1 453 habitantes.
| 550           | 662 | 664 | 662 | 1 256 | 1 305 | 1 453 |
| (Fuente: INE) |     |     |     |       |       |       |